# 메이지 스텔라
메이지 스텔라(Maisy Stella, 2003년 12월 13일 ~ )는 캐나다의 가수, 배우이다.